# Estación de Campus Universitario de Rabanales
Campus Universitario de Rabanales es un apeadero ferroviario situado en el Campus Universitario de Rabanales, a ocho kilómetros del centro urbano de Córdoba en el municipio español de Córdoba, en la provincia de Córdoba, comunidad autónoma de Andalucía. Forma parte de la línea 75 de MD.

## Situación ferroviaria
La estación se encuentra en el punto kilométrico 435,4 de la línea de ancho ibérico Alcázar de San Juan-Cádiz, entre las estaciones de Córdoba y de Alcolea de Córdoba. El tramo es de vía única y está electrificado.

## Historia
Los orígenes del Campus Universitario de Rabanales se remontan a 1989 cuando la Universidad de Córdoba compró los terrenos de la antigua Universidad Laboral al Ministerio de Trabajo. Dada la cercanía de las instalaciones universitarias a la línea convencional Alcázar de San Juan a Cádiz, en 1996 se construyó un apeadero que conectara las mismas con el centro de la ciudad. Coincidiendo con el inicio del curso académico 1996/97, se puso en marcha el servicio ferroviario entre el campus y la ciudad de Córdoba, que une ambas en apenas seis minutos. La nueva línea se incluyó en la red de Media Distancia de Renfe bajo la denominación de línea 75 a pesar de su corto trayecto debido a que la ciudad no cuenta con núcleo de Cercanías. 
Durante los primeros años tras su inauguración, el servicio se prestó con automotores de la serie 470 y actualmente se hace con unidades de la serie 446.
Desde el 31 de diciembre de 2004 Renfe Operadora explota la línea mientras que Adif es la titular de las instalaciones ferroviarias.
Entre los años 2011 y 2012, la estación sufrió una importante reforma integral tras quince años de servicio, con diversas actuaciones como su adaptación para personas con movilidad reducida. El 29 de octubre de 2018, la ampliación de los servicios de Media Distancia, supuso la conexión de la estación con las barriadas periféricas de Villarrubia de Córdoba con Alcolea de Córdoba, entre otras.
El 25 de abril de 2022, Renfe incluyó a la estación en el trayecto Córdoba-Jaén de la línea 66 de Media Distancia.